# El Mezeraa
El Mezeraa è un comune dell'Algeria, situato nella provincia di Tébessa.